# Bengt Ohlsson
Pour les articles homonymes, voir Ohlsson.
 (avril 2016).
Si vous disposez d'ouvrages ou d'articles de référence ou si vous connaissez des sites web de qualité traitant du thème abordé ici, merci de compléter l'article en donnant les références utiles à sa vérifiabilité et en les liant à la section « Notes et références ».
Œuvres principales
Gregorius (novel)
Bengt Gunnar Henrik Ohlsson, né le 6 septembre 1963 à Östersund, est un écrivain et dramaturge suédois.

## Biographie
En 1984, il attire l'attention de la critique et du public avec son premier roman Dö som en man, sa jag (Comme un homme, je l'ai dit!), écrit au cours de sa dernière année d'école secondaire. Son deuxième roman, Rida på en gris (Chevauchée sur un porc), sort l'année suivante et essuie de mauvaises critiques. L'auteur lui-même le considère comme son plus piètre ouvrage. Dans les romans ultérieurs, il s'attache à décrire les plus sombres côtés de la psyché humaine. Solo, en 1992, est une version moderne du mythe d'Œdipe, où un Suédois achète une femme thaïlandaise. L'auteur remporte en 2004 le prix August pour Gregorius. Depuis, il a notamment écrit Kolka, le récit d'un adolescent letton contraint de se rendre en Angleterre parce que son père épouse une Anglaise de la haute société. Quant à Rekviem för John Cummings (Requiem pour John Cummings, 2011), il s'agit d'un roman qui évoque, de façon à peine voilée, la vie du guitariste punk Johnny Ramone.
Bengt Ohlsson écrit aussi des chroniques humoristiques et goguenardes pour la presse où il traite des questions sociales de la vie quotidienne. La langue de ses chroniques, très décontractée, est sensiblement différente de celle de ses romans. Les meilleures d'entre elles ont été recueillies dans des volumes parus en 1996 et 2005.
Bengt Ohlsson a également abordé l'écriture dramatique : UDC (1998) est un drame sur la naufrage de l'« Estonia » en septembre 1994, tandis que Kode (2000), un drame juridique sur l'enquête et la condamnation des skinheads qui ont torturé et battu à mort le jeune John Hron (en), 14 ans, en juin 1995. Son plus grand succès au théâtre demeure toutefois la comédie Rendezvous i Rio (1999). Il a également rédigé le livret d'une comédie musicale sur l'écrivain Stig Dagerman.

## Œuvre

### Romans
- Dö som en man, sa jag, 1984
- Rida på en gris, 1985
- Jazz är farligt, 1988
- Solo, 1992
- Den där lilla stunden av närhet, 1994
- Vägs ände, 1999
- Se till mig som liten är, 2000
- Gregorius, 2004 Publié en français sous le titre Gregorius, traduit par Rémi Cassaigne, Paris, Éditions Phébus, coll. « Littérature étrangère », 2016, 400 p.  (ISBN 978-2-7529-0994-7)
- Hennes mjukaste röst, 2007
- Syster, 2009 Publié en français sous le titre Syster, traduit par Anne Karila, Paris, Éditions Phébus, coll. « Littérature étrangère », 2001, 287 p.  (ISBN 978-2-7529-0501-7)
- Kolka, 2010 Publié en français sous le titre Kolka, traduit par Anne Karila, Paris, Éditions Phébus, coll. « Littérature étrangère », 2012, 221 p.  (ISBN 978-2-7529-0608-3)
- Rekviem för John Cummings, 2011
- Swing, 2014

### Recueils de chroniques
- Det måste vara något fel på mig, 1996
- benke@swipnet.se, 2005

## Théâtre
- UDC, 1998
- Rendezvous i Rio, 1999
- Kode, 2000
- Jag Bengt Ohlsson, 2013